# إينغيبريغت يوهانسون
إينغيبريغت يوهانسون (بالنرويجية البوكمول: Ingebrigt Johansson)‏ هو رياضياتي نرويجي، ولد في 24 أكتوبر 1904 في نارفيك في النرويج، وتوفي في 24 أبريل 1987 في أوسلو في النرويج.